# 라티고
라티고(Support Your Local Gunfighter)는 미국에서 제작된 버트 케네디 감독의 1971년 서부, 코미디 영화이다. 제임스 가너 등이 주연으로 출연하였다.

## 출연

### 주연
- 제임스 가너
- 수잔 프레셔티

### 조연
- 헨리 존스
- 해리 모건
- 그래디 슈튼
- 더브 테일러
- 조안 블론델
- 엘렌 코비
- 마리 윈드서
- 존 데너
- 잭 얼람
- 척 코너스
- 딕 커티스